# Annales de Paléontologie
Annales de Paléontologie is een internationaal, aan collegiale toetsing onderworpen wetenschappelijk tijdschrift op het gebied van de paleontologie. De naam wordt in literatuurverwijzingen meestal afgekort tot Ann. Palaontol. Het is opgericht in 1905 door Marcellin Boule en wordt uitgegeven door Elsevier.